# Хугобертини
Хугобертините (на немски: Hugobertiner; на френски: Hugobertides) са благородническа фамилия, произлизаща от Хугоберт, франкска династия в съседство с ранните Каролинги. Чрез женитби те стоят през от 8 век на върха на Франкската империя и са също от кръга на прародителите на Карл Велики.
Техните владения се намират между Трир и Кьолн в Германия. Сродени са с големите австразийски фамилии Пипиниди, Агилолфингери и Етихониди. Появяват се в документи през 6 – 8 век.

## Родословен списък
1. Теотар, dux
  1. NN, вероятво Хугус, 617 майордом в Австразия
    1. Хугоберт (Chugoberctus), † пр. 698, 693/694 сенешал, 697 пфалцграф; ∞ Ирмина от Еран, † 704/710, подарява манастир Ехтернах
      1. Плектруда, † сл. 717, основателка на манастира „Св. Мария в Капитол“ в Кьолн; ∞ ок. 670 Пипин Средни, † 714 (Арнулфинги)
      2. Адела, * 660, † 735, основателка на женския манастир Пфалцел до Трир; ∞ Одо, vir inluster.
        1. Алберих, X 715/721, ∞ Вастрада[1]
          1. Григори, епископ на Утрехт, * 706/707, † 774
          2. NN
            1. Алберих I, епископ на Утрехт, † 784

        2.  ? Герелинда, 698 доказана
        3.  ? Хадерих, 698/699 доказан

      3. Регинтруда (* 660/665; † 730/740), ∞ Теудеберт, херцог на Бавария 608-717/718 (Агилолфингер)
      4. Хроделинда, 721 свидетелка при подаряването в Прюм[2]; ∞ ? Бернар, 721 свидетел при подаряването в Прюм (Вилхелмиди)
      5. Бертрада Стара, † сл. 721, основателка на манастира в Прюм; ∞ NN
        1. Хериберт, граф на Лаон, 721 доказан съ-подарител на манастира в Прюм
          1. Бертрада Млада, † 783; ∞ Пипин Млади, † 768 (Каролинги)
            1. Карл Велики, † 814

        2. други синове, † vor 721[3]

    2.  ? NN
      1.  ? Свети Хугоберт, † 727, епископ на Лиеж[4]
        1. Флориберт I, 727 епископ на Лиеж